# آرنو سیلد
آرنو سیلد (استونیایی: Arno Sild؛ زادهٔ ۲۶ آوریل ۱۹۴۷) سیاستمدار و نماینده سابق مجلس اهل استونی است.